# Maestro di Flora
Maestro di Flora (XVI secolo – XVI secolo) è stato un pittore francese.

## Biografia
Con la denominazione di Maestro di Flora si indica l'artista anonimo autore di un dipinto raffigurante Flora, dell'antica collezione del barone d'Albenas a Montpellier.
Prendendo quest'opera come riferimento, gli storici dell'arte hanno potuto rintracciare un buon numero di opere omogenee, che hanno permesso di descrivere la carriera artistica del Maestro, una personalità importante del raffinato manierismo francese:La nascita di Amore (New York, Metropolitan Museum of Art); Il trionfo di Flora (Vicenza, Collezione Canera di Salasco); L'Abbondanza, detta anche La Carità o Allegoria dell'Abbondanza (Ravenna, Museo d'arte della città di Ravenna); un disegno con Cefalo e Procri.
Un disegno con Le Muse (Museo del Louvre) iscritto in un ovale allungato e un disegno con La Nascita di Amore, progetto per una delle decorazioni della «Chambre des Arts» d'Ancy le Franc, intorno al 1562-1570, rappresentato i documenti storici e artistici per delineare la sua attività a Fontainebleau e ad Ancy.
Da questo insieme di opere, cui si possono aggiungere Venere e gli amori, Loth e le figlie, alcuni storici dell'arte, tra i quali lo storico d'arte francese Sylvie Béguin (2003), hanno proposto il nome dell'emiliano Ruggiero de' Ruggieri, collaboratore di Francesco Primaticcio, attivo a Fontainebleau intorno al 1557, dove si mise in evidenza come decoratore nel padiglione delle stufe assieme a Toussaint Dubreuil, e morto nel 1597, come il probabile Maestro di Flora.
Gli storici dell'arte concordano sul fatto che si tratti di un artista probabilmente di formazione emiliana, con influenze dal Correggio e dal Parmigianino, che risultò un abile decoratore, probabilmente allievo e collaboratore del Francesco Primaticcio, di Nicolò dell'Abate e di Rosso Fiorentino.
È probabile che sotto il nome del Maestro di Flora confluiscano più artisti attivi in Francia che ancora non si distinguono bene, quali Giulio Camillo Abate, figlio di Nicolò, oltre che Ruggiero de' Ruggieri, e altri di formazione francese.
Il Maestro di Flora si caratterizzò per uno stile armonico, lineare e virtuoso, per un colore dalle tinte delicate, per un manierismo sensuale, per il tratto nervoso e scheggiato, tramite il quale seppe descrivere lo spirito raffinato e voluttuoso della corte francese.

### Allegoria dell'Abbondanzadetta ancheLa Carità

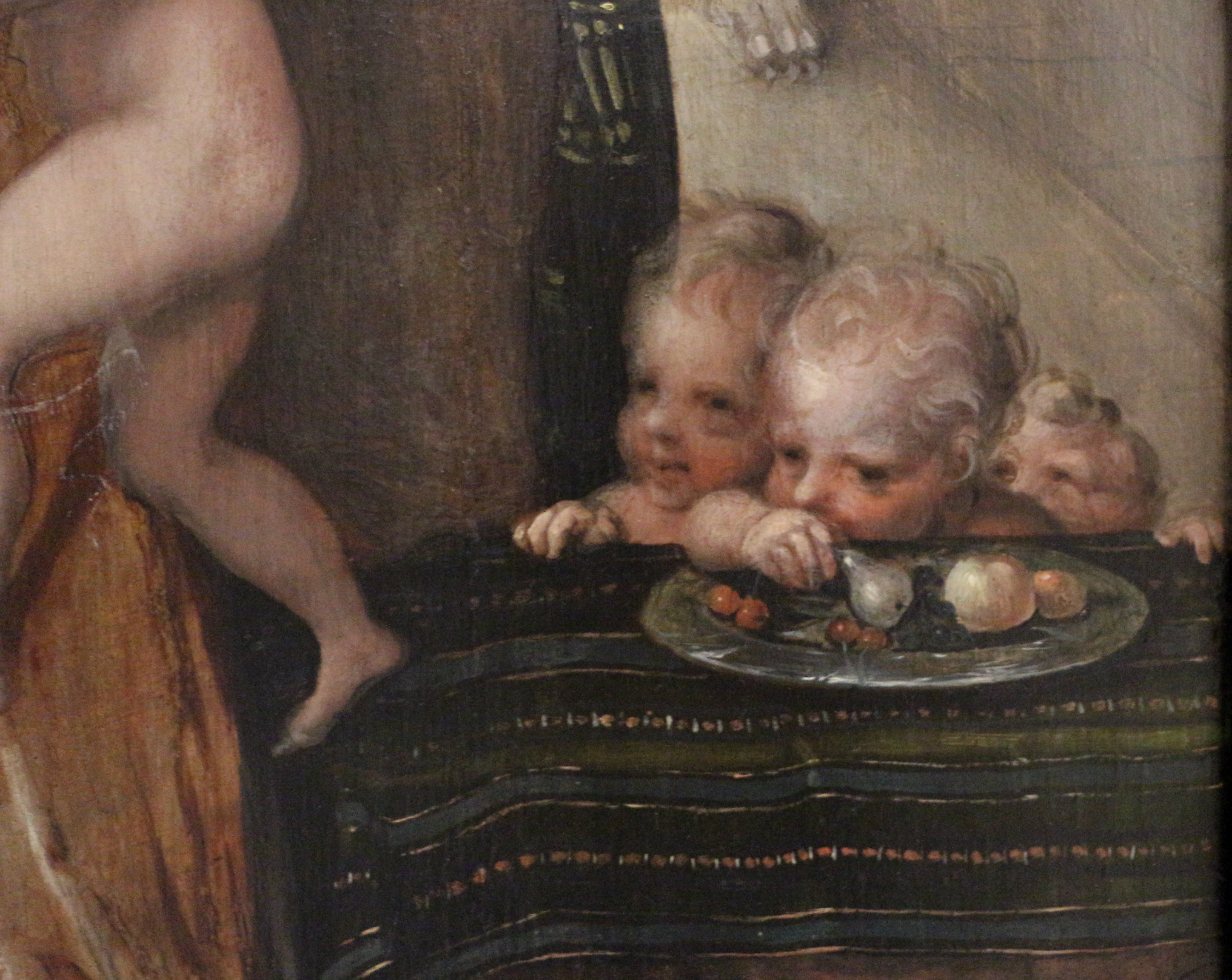
L'Abbondanza, detta anche La Carità o Allegoria dell'Abbondanza (Ravenna, Museo d'arte della città di Ravenna)

Secondo il critico d'arte Paolo Ricci il dipinto evidenziava caratteristiche artistiche emiliane e l'autore era identificato con Pomponio Allegri (1931). La proposta venne accolta dagli storici d'arte Cesare Brandi e Adriana Arfelli (1936), mentre lo storico d'arte franco-polacco Charles Sterling, in occasione della mostra al Rijksmuseum su Le Triomphe du Maniérisme Européen (1955), comunicò le affinità con lo stile del pittore, attivo alla corte di Fontainebleau, denominato il Maestro di Flora, tramite uno studio e una comparazione con un dipinto della collezione Albenas a Montpellier.
Dopo l'analisi di Sterling, lo storico dell'arte Roberto Longhi e il pittore Alberto Martini confermarono questa ipotesi (1959), così come gli studi più recenti dello storico d'arte francese Sylvie Béguin, che aggiunsero l'ulteriore tassello della origine emiliana del Maestro di Flora e della sua conoscenza delle opere del Parmigianino (2003).
Il soggetto dell'opera fu inizialmente identificato con la Carità (Ricci), che focalizza le virtù teologali cristiane, al quale si aggiunse una visione più profana, vicina all'Abbondanza, data la raffigurazione di un ambiente di corte elegante, ed alcuni elementi mitologici beneauguranti.

## Opere principali
- Flora (Collezione del barone d'Albenas a Montpellier);
- La nascita di Amore (New York, Metropolitan Museum of Art);
- L'Abbondanza, detta anche La Carità o Allegoria dell'Abbondanza (Ravenna, Museo d'arte della città di Ravenna);
- Cefalo e Procri;
- Le Muse (Museo del Louvre);
- Venere e gli amori;
- Loth e le figlie.